# Gas-Agility-Klasse
Die Gas-Agility-Klasse besteht aus zwei Bunkerschiffen für die Betankung von Schiffen mit LNG-Antrieb.

## Allgemeines
Im Zusammenhang mit dem Bau von LNG-betriebenen Containerschiffen, z. B. CMA CGM Megamax-24, entstand der Bedarf an adäquaten Bunkerschiffen. Sie wurden bei Hudong-Zhonghua Shipbuilding in Shanghai, in Zusammenarbeit mit TotalEnergies Marine Fuels und Mitsui O.S.K. Lines, gebaut.

## Beschreibung
Beide Schiffe haben eine Tankkapazität von rund 18.600 m³ und können auch große Schiffe mit nur einem Bunkervorgang ausreichend versorgen. Neben Transport und Übergabe von Flüssigerdgas können die Schiffe auch ohne Schlepperhilfe anlegen. Dazu sind sie mit zwei Propellergondeln und Querstrahlsteueranlagen ausgestattet, die von vier Dualfuel-Generatoren betrieben werden.
| Name         | Baunummer | IMO     | Stapellauf       | Ablieferung      | Registerhafen |
| ------------ | --------- | ------- | ---------------- | ---------------- | ------------- |
| Gas Agility  | H1817A    | 9850680 | 10. Oktober 2019 | 30. April 2020   | Valletta      |
| Gas Vitality | H1870A    | 9909285 | 29. April 2021   | 31. Oktober 2021 | Marseille     |